# Acropora muricata
Corail vinaigrier
Espèce
Statut CITES
Acropora muricata est une espèce de coraux appartenant à la famille des Acroporidés.

## Description et caractéristiques
Acropora muricata fait partie des acropores branchus : il forme des colonies buissonnantes, constituée de bras parfois relativement longs, de section ronde et d'un diamètre compris entre deux et 5 cm. 
Ce corail est généralement de couleur crème.

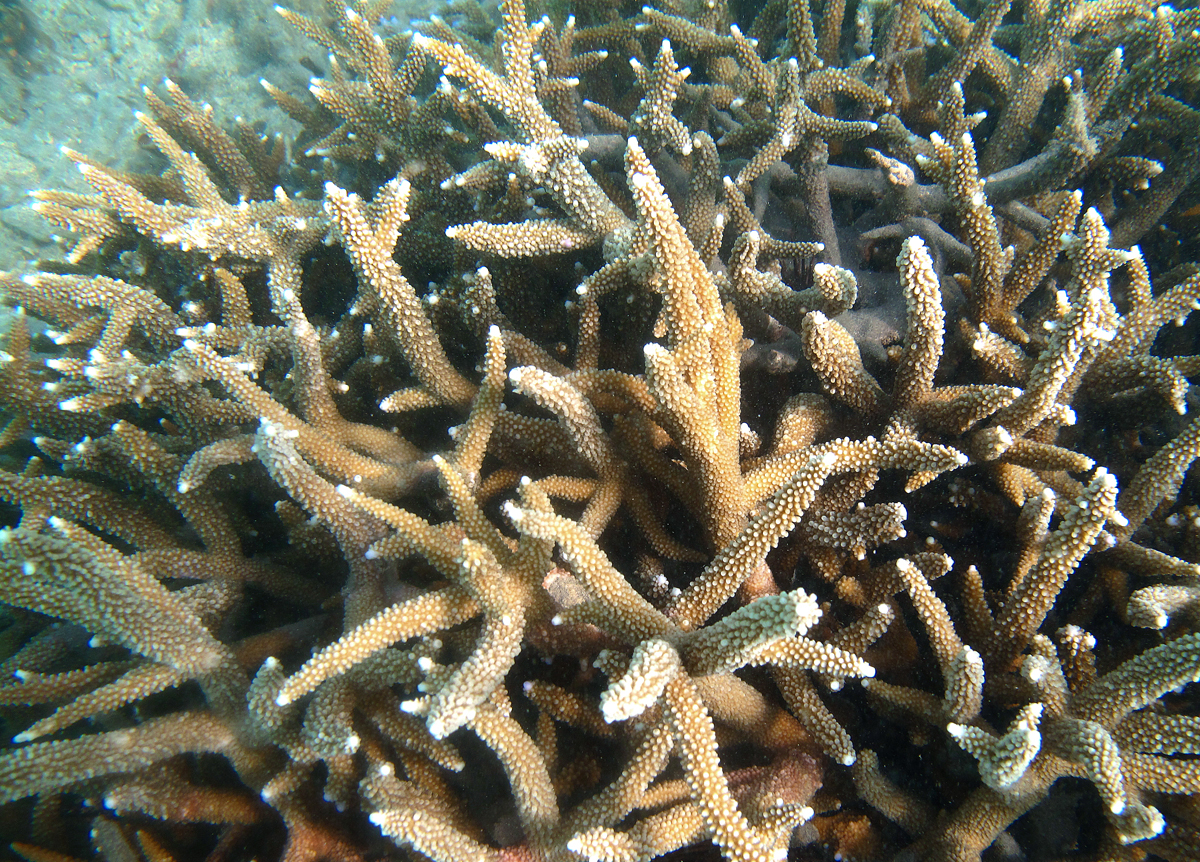
A La Réunion
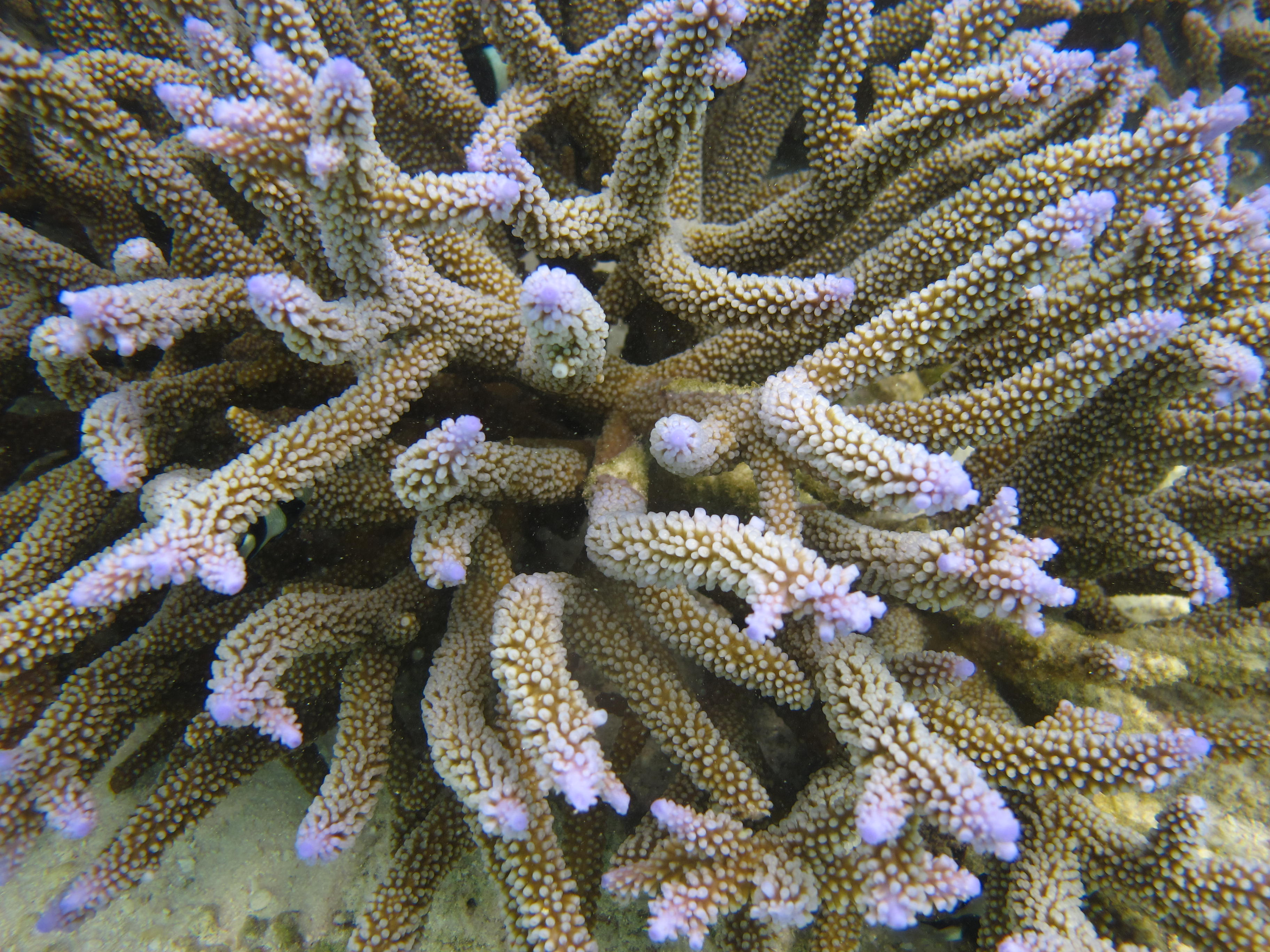
Aux Maldives

Comme cette espèce forme des buissons épais mais peu denses, elle héberge souvent d'importantes colonies de poissons, notamment des pomacentridés.

## Habitat et répartition
Ce corail se retrouve dans tout l'Indo-Pacifique tropical. C'est une espèce relativement commune et abondante, et l'une des espèces à la croissance la plus rapide.
On trouve ce corail relativement près de la surface (rarement au-delà des 5 premiers mètres), car il a besoin de beaucoup de soleil pour sa croissance, et tolère les vagues puissantes et des émersions occasionnelles.

## Menaces
Cette espèce de corail n'est pas menacée individuellement à court terme (l'IUCN la classe comme « quasi menacée »), mais la régression marquée des récifs de corail depuis le XXe siècle due à la pollution, au réchauffement planétaire et à l'acidification des eaux, fait peser de lourdes menaces sur sa population à moyen terme.
Ce corail est sensible au phénomène de blanchissement des coraux, et est une proie de choix pour certains animaux corallivores comme l'étoile dévoreuse de coraux Acanthaster planci.

## En aquarium
Cette espèce est appréciée en aquariophilie récifale, mais sa maintenance y est complexe, et doit être réservée aux aquariophiles chevronnés.